# أوليندا
أوليندا هي بلدية في البرازيل، تتبع بيرنامبوكو، بلغ عدد سكانها 388٬821 نسمة، في 2014، تبلغ مساحتها 41٫681 كيلومتر مربع، رمزها البريدي هو 53100-xxx.

## الموقع
تشترك في الحدود مع:
- ريسيفي.

## مدن توأم
المدن التوأم:
- كاسينو
- بارينتينس
- فيلا دو كوندي.

## أعلام
- جواو فيكتور
- برونو غارسيا
- جاي بي باتيستا
- سيفيرينو فاسكونسيلوس
- دوارتي كويلو
- ديفيد بيريرا دا كوستا

## معرض صور

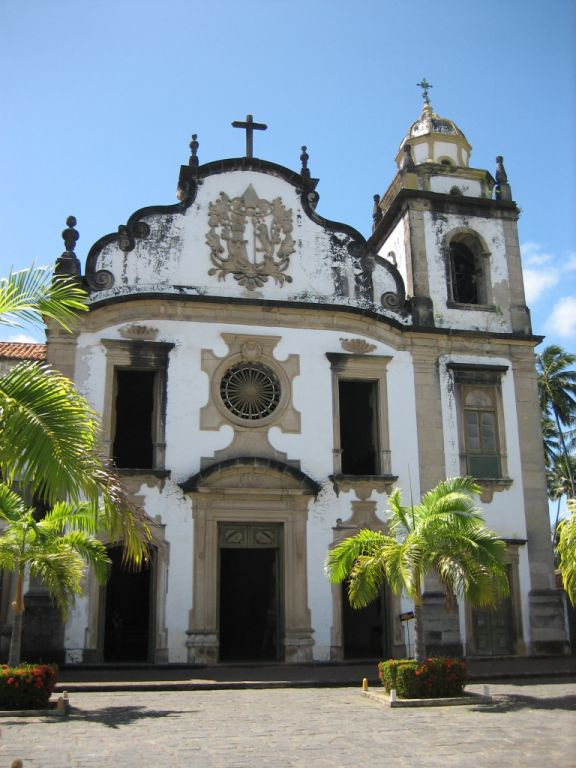
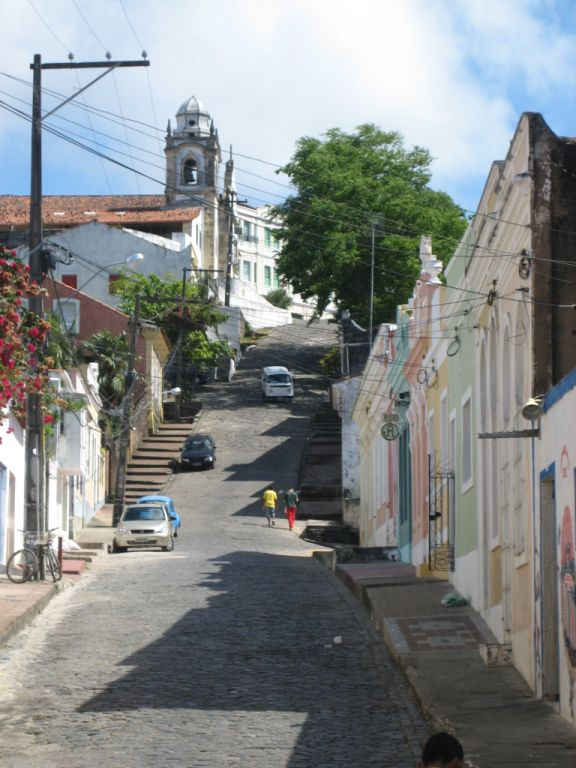
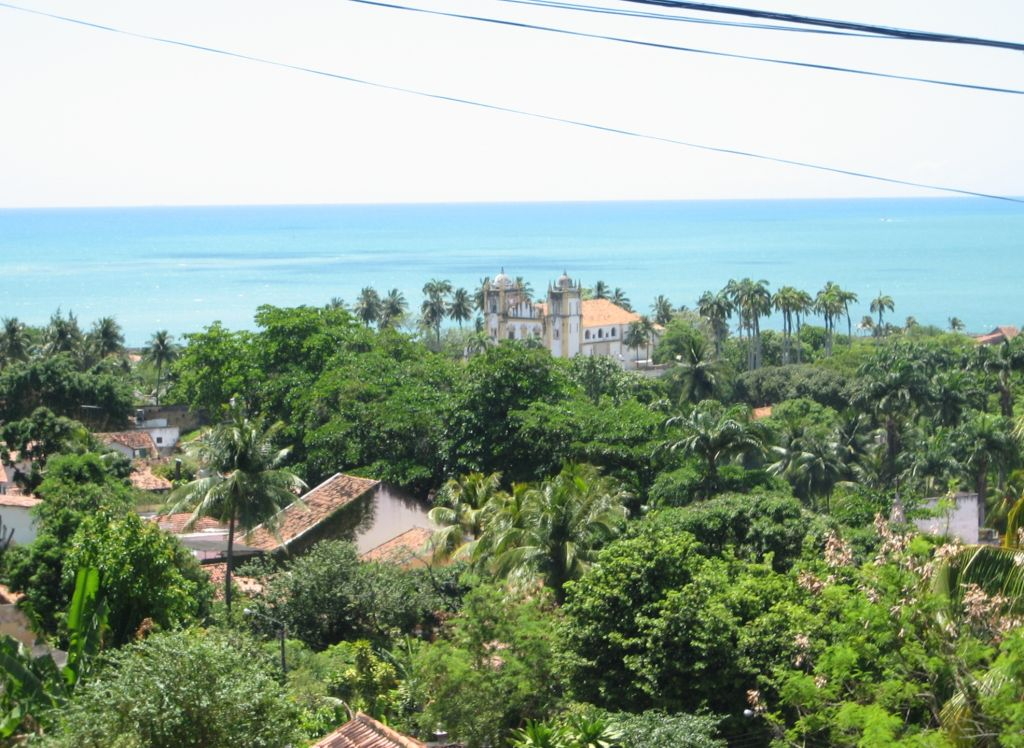

- 1=الوسط التاريخي لمدينة أوليندا
- 1=الوسط التاريخي لمدينة أوليندا
- 1=الوسط التاريخي لمدينة أوليندا